# Haenianthus salicifolius
Haenianthus salicifolius är en syrenväxtart som beskrevs av August Heinrich Rudolf Grisebach. Haenianthus salicifolius ingår i släktet Haenianthus och familjen syrenväxter.

## Underarter
Arten delas in i följande underarter:
- H. s. obovatus
- H. s. salicifolius